# ولوسیانوس
ولوسیانوس با نام کامل گایوس ویبیوس ولوسیانوس (به لاتین: Gaius Vibius Volusianus) (درگذشتهٔ اوت ۲۵۳) امپراتور روم به‌طور مشترک با تربونیانوس گالوس بین سال‌های ۲۵۱ تا ۲۵۳ بود.

## امپراتوری مشترک
ولوسیانوس پسر تربونیانوس گالوس و آفینیا ژمینا بابیانا بود. تربونیانوس گالوس که از وفاداران به امپراتور دسیوس بود و پیشتر مقام سناتوری و کنسولی را داشت، در ۲۵۰ به مقام فرمانداری موئسیای علیا رسید و درگیر جنگ‌های دسیوس در منطقهٔ دانوب شد. در سال ۲۵۱ دسیوس و پسرش هرنیوس اتروسکوس در نبرد با گوت‌ها شکست خورده و کشته شدند و سپاه بلافاصله گالوس را به امپراتوری برگزید.
تربونیانوس گالوس پس از رسیدن به قدرت، لقب آگوستوس را به هوستیلیان، پسر دسیوس اعطا کرد و دوران امپراتوری مشترک خود با او را آغاز نمود. ولوسیانوس نیز در این زمان به عنوان جانشین گالوس انتخاب و لقب سزار به او داده شد. هوستیلیان کمی بعد در ژوئیه همان سال به دلیل ابتلا به بیماری طاعون که در رم شیوع یافته بود درگذشت و ولوسیانوس از جانشینی به امپراتوری مشترک با پدرش ارتقاء مقام یافت.

## درگذشت
در سال ۲۵۳ میلادی، آئمیلیوس آئمیلیانوس به فرمانداری موئسیا رسید و از پرداخت خراج سالیانه بر طبق عهدنامهٔ صلح سال ۲۵۱ بین گالوس و گوت‌ها به گوت‌ها خودداری کرد. در نتیجه گوت‌ها بار دیگر حملات خود را به مرزهای شمالی امپراتوری روم آغاز کردند اما آئمیلیانوس موفق شد تا با گردآوری سپاهی آنان را شکست دهد. لشکریان این پیروزی او را قدر نهاده، آئمیلیانوس را امپراتور جدید خود خواندند و آئمیلیانوس همراه با آنان به سوی رم روانه شد. گالوس پس از باخبر شدن از این موضوع با همراهی پسرش ولوسیانوس سپاهی را گردآورده و برای جلوگیری از ورود آئمیلیانوس به ایتالیا به سوی شمال رهسپار شدند. اما حرکت آنها کند بود و امپراتور جدید موفق شد تا وارد خاک ایتالیا شود. سربازان گالوس پس از فهمیدن این موضوع از ترس شکست از آئمیلیانوس طغیان کرده و گالوس و پسرش ولوسیانوس را در اوت سال ۲۵۳ میلادی به قتل رساندند.